# Mantidactylus mocquardi
A Mantidactylus mocquardi  a kétéltűek (Amphibia) osztályába és  a békák (Anura) rendjébe, az aranybékafélék (Mantellidae) családjába tartozó faj. 

## Előfordulása
Madagaszkár endemikus faja. A sziget keleti részén, a tengerszinttől 2500 m-es magasságig honos. 

## Nevének eredete
Nevét François Mocquard francia herpetológus tiszteletére kapta.

## Megjelenése
Nagy méretű Mantidactylus faj. A hímek mérete 38–55 mm, a nőstényeké 53–67 mm. Hasi oldala egyenletes ezüstfehér.

## Természetvédelmi helyzete
A vörös lista a nem fenyegetett fajok között tartja nyilván. Elterjedési területe nagy, populációja nagy méretű, élőhelyének változását jól tűri. Bár számos védett területen is előfordul, élőhelyére fenyegetést jelent a mezőgazdaság, a fakitermelés, a szénégetés, az invazív eukaliptuszfajok terjedése, a legeltetés és a lakott területek növekedése.